# 346 (szám)
A 346 (római számmal: CCCXLVI) egy természetes szám, félprím, a 2 és a 173 szorzata.

## A szám a matematikában
A tízes számrendszerbeli 346-os a kettes számrendszerben 101011010, a nyolcas számrendszerben 532, a tizenhatos számrendszerben 15A alakban írható fel.
A 346 páros szám, összetett szám, azon belül félprím, kanonikus alakban a 21 · 1731 szorzattal, normálalakban a 3,46 · 102 szorzattal írható fel. Négy osztója van a természetes számok halmazán, ezek növekvő sorrendben: 1, 2, 173 és 346.
A 346 négyzete 119 716, köbe 41 421 736, négyzetgyöke 18,60108, köbgyöke 7,02035, reciproka 0,0028902. A 346 egység sugarú kör kerülete 2173,98212 egység, területe 376 098,90612 területegység; a 346 egység sugarú gömb térfogata 173 506 962,0 térfogategység.